# Шталль
Шталль (Мёльталь) (нем. Stall (Mölltal)) — коммуна (Gemeinde) в Австрии, в федеральной земле Каринтия.
Входит в состав округа Шпитталь-ан-дер-Драу. Население составляет 1763 человека (на 31 декабря 2005 года). Занимает площадь 96,41 км². Официальный код — 2 06 36.

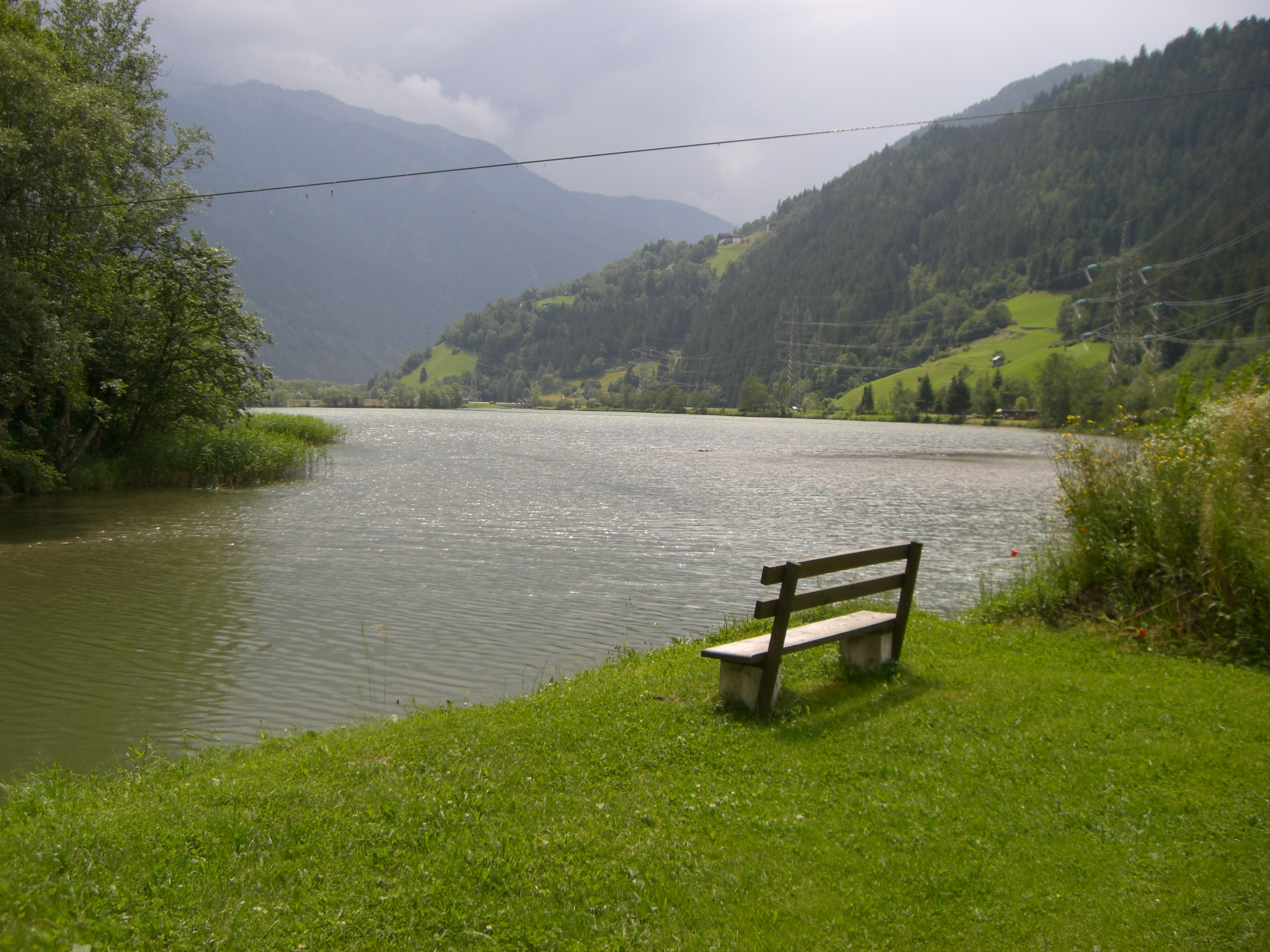
Шталль (Мёльталь)

## Политическая ситуация
Бургомистр коммуны — Петер Эбнер (СДПА) по результатам выборов 2003 года.
Совет представителей коммуны (нем. Gemeinderat) состоит из 15 мест.
- СДПА занимает 8 мест.
- АНП занимает 4 места.
- АПС занимает 2 места.
- местный блок: 1 место.